# Mnemosyne planiceps
Mnemosyne planiceps är en insektsart som först beskrevs av Fabricius 1803.  Mnemosyne planiceps ingår i släktet Mnemosyne och familjen kilstritar. Inga underarter finns listade i Catalogue of Life.